# Монолит (футбольный клуб)
«Монолит» — российский футбольный клуб из Москвы. Основан в 1993 году. До 1995 года назывался «Россия». Лучшее достижение в первенстве России — 21 место в зоне «Запад» второй лиги в 1998 году. Расформирован в 2000 году.

## Результаты выступлений
| Сезон | Лига/Дивизион       | Зона      | Место | Кубок                 | Примечания                        |
| ----- | ------------------- | --------- | ----- | --------------------- | --------------------------------- |
| 1993  | Первенство КФК      | Центр «Б» | 1     | Побед. в зоне 1 (КФК) | Выход на профессиональный уровень |
| 1994  | Третья лига ПФЛ     | 3         | 10    | —                     |                                   |
| 1995  | Третья лига ПФЛ     | 3         | 15    | 1/256                 |                                   |
| 1996  | Третья лига ПФЛ     | 3         | 12    | 1/128                 |                                   |
| 1997  | Третья лига ПФЛ     | 3         | 12    | 1/256                 | Переход во Вторую лигу            |
| 1998  | Второй дивизион ПФЛ | Запад     | 21    | 1/128                 | Выбывание в Первенство КФК        |
| 1999  | Первенство КФК      | Москва    | 3     | —                     |                                   |

## Тренер
- Верейкин Юрий Петрович (до 1998г.)[1]

## Известные игроки
- Алексей Алякринский
- Александр Бахтин
- Константин Генич
- Виктор Дербунов

## Болельщики
В 1997 году поддерживать «Монолит» стал смешанный моб («Спартак», ЦСКА, «Динамо») в количестве 10 человек. В сезоне-1998, когда клуб выступал во втором дивизионе, домашний сектор насчитывал до 30 суппортеров. В качестве визуальной поддержки использовался 8-метровый баннер и розы с модными в то время кельтскими крестами. К слову, шарфы на данный момент являются диким раритетом и не были замечены ни у одного известного коллекционера.
После развала клуба фанаты ушли в небытие, оставив на память о себе шикарный заряд, придуманный, кстати, одним из представителей Flint's Crew: «Наш стакан всегда налит! Мы — московский «Монолит»! Одна из немногочисленных фотографий фанатов «Монолита» датируется 1997 годом. Бомберы, камуфляж, розы с кельтским крестом — всё по стилю эпохи.